# 高柳知葉
高柳 知葉（たかやなぎ ともよ、1994年10月14日 - ）は、日本の女性声優。千葉県出身。ラクーンドッグ所属。

## 経歴
小学生の頃、ラジオで聴いていた大原さやかの声に憧れを持ち、声優を目指した。
プロ・フィット声優養成所の卒業生で、2015年4月にプロ・フィットに所属。2015年に開催されたチェンクロキャラクターボイスオーディション副都部門に参加した。
2018年1月には、プロ・フィット準所属に昇格したことが発表された。
2017年、『ひなろじ〜from Luck & Logic〜』の藤崎梨乃役でテレビアニメ初レギュラー。
2020年、『恋する小惑星』の木ノ幡みら役でテレビアニメ初主演。
2022年4月1日付で所属していたプロ・フィットが同年3月末を以てマネジメント事業を終了したことに伴い、ラクーンドッグへ移籍。

## 人物
- 趣味は観劇、イラストを描くこと、女性アイドルのフリコピ、特技は茶道、ヒップホップダンス、エレキベースである[3]。また、℃-uteの鈴木愛理をお気に入りのアイドルとしてあげている[5]。
- ハロー!プロジェクトのファンであり[2]、コンサートに足を運ぶ姿を度々Twitterにアップしている。
- 英語検定準2級、漢字検定準2級の資格を持っている[3]。
- 事務所の同期には鬼頭明里、堀江瞬、津田拓也がいる[13]。
- 苦手なことはカードのシャッフル[14]。

## 出演
太字はメインキャラクター。

### テレビアニメ
2014年
- 信長協奏曲
- 失われた未来を求めて（女子生徒）

2015年
- 少年ハリウッド -HOLLY STAGE FOR 50-（ファン）
- てーきゅう 5期（店員、女子生徒A）
- Dance with Devils（留守電）

2016年
- それいけ!アンパンマン（2016年 - 2020年、えんぴつぼうや、ネコ美、つみきの城の王子（A）〈6代目〉、町の子供、ほたる王子〈3代目〉）

2017年
- サクラダリセット（店員）
- ひなろじ〜from Luck & Logic〜（藤崎梨乃）
- アニメガタリズ（コンパニオン）
- ドリフェス!R（ファン）
- アイカツスターズ!（ファン）
- DYNAMIC CHORD（観客）

2018年
- citrus（生徒A）
- ウマ娘 プリティーダービー（オグリキャップ）
- アイカツフレンズ!（2018年 - 2019年、アイドル、野々村ののは） - 2シリーズ
- ISLAND（鳩間杏、アン・ハートマン）

2019年
- サークレット・プリンセス（ユニオンの先輩、吉野）
- 私に天使が舞い降りた!（クラスメイト、店員）
- けものフレンズ2（G・ロードランナー）
- まちカドまぞく（2019年 - 2022年、陽夏木ミカン） - 2シリーズ
- Re:ステージ! ドリームデイズ♪（南風野朱莉）
- アイカツオンパレード!（野々村ののは）
- ぼくたちは勉強ができない!（女生徒B）

2020年
- 恋する小惑星（木ノ幡みら）
- number24（はる）
- ハイキュー!! TO THE TOP（女子A）
- うまよん（オグリキャップ）
- アラド:逆転の輪（オドルィズ）
- 魔王城でおやすみ（アナウンス）

2021年
- ホリミヤ（女子高校生）
- アイカツプラネット!（観客）
- ひぐらしのなく頃に業（生徒）
- WIXOSS DIVA(A)LIVE（マキナ）
- ましろのおと（小薮啓子）
- 幼なじみが絶対に負けないラブコメ（浅黄玲菜）
- ドラゴン、家を買う。（女旅人）
- BLUE REFLECTION RAY/澪（靭こころ）
- プラチナエンド（女生徒B）

2022年
- その着せ替え人形は恋をする（幼い新菜）
- スローループ（男の子）
- ヒーラー・ガール（子供達）
- 理系が恋に落ちたので証明してみた。r=1-sinθ（神谷円香）
- かぐや様は告らせたい-ウルトラロマンティック-（舞台員）
- 組長娘と世話係
- シャインポスト（氷海菜花）
- 恋愛フロップス（レポーター、キャスター）

2023年
- 久保さんは僕を許さない（舞、ソード×マジックヒロイン）
- お隣の天使様にいつの間にか駄目人間にされていた件（女子生徒）
- REVENGER（次郎兵衛）
- もののがたり（音声）
- イジらないで、長瀞さん 2nd Attack（女子B）
- 僕の心のヤバイやつ（田沢）
- 君は放課後インソムニア（女子生徒）
- 【推しの子】（2023年 - 2024年、天童寺さりな） - 2シリーズ
- 江戸前エルフ（女性B）
- 山田くんとLv999の恋をする（サキ）
- SYNDUALITY Noir
- ゾン100〜ゾンビになるまでにしたい100のこと〜（避難民B女性）
- B-PROJECT〜熱烈*ラブコール〜（ファン）
- ポーション頼みで生き延びます!（フランセット）

2024年
- ぶっちぎり?!（女子D、NG GIRLS C）
- 神は遊戯に飢えている。（ゾンビパフー）
- 鬼滅の刃 柱稽古編（寺の子どもたち）
- 異世界ゆるり紀行 〜子育てしながら冒険者します〜（ミレーナ）
- 合コンに行ったら女がいなかった話（千草）
- るろうに剣心 -明治剣客浪漫譚- 京都動乱（2024年 - 2025年、チャウチャウガールズ）

2025年
- ロックは淑女の嗜みでして（井谷マキ、客、女客）
- ウマ娘 シンデレラグレイ（オグリキャップ）
- かくして!マキナさん!!（我妻マキナ）

### 劇場アニメ
- 劇場版 アイカツプラネット!（2022年、子供）
- ウマ娘 プリティーダービー 新時代の扉（2024年、オグリキャップ）

### OVA
- ウマ娘 プリティーダービー BNWの誓い（2018年、オグリキャップ）
- うまよん（2021年、オグリキャップ） - Blu-ray BOX新作ショートアニメ

### Webアニメ
- うまゆる（2023年、オグリキャップ）
- ウマ娘 プリティーダービー ROAD TO THE TOP（2023年、オグリキャップ）
- うまゆる ぷりてぃ〜ぐれい（2025年、オグリキャップ[32]）
- 傷心タイムリープ（2025年、若菜美梨[33]）

### ゲーム
2015年
- サウザンドメモリーズ（2015年 - 2016年、シンジェ、アクレイヌ）
- 家電少女（みささ）
- けものフレンズ（ウサギコウモリ、エゾシカ、ラーテル）
- 雷子 -紺碧の章-（莫耶）

2016年
- シンデレライレブン（田中あいこ）
- チェインクロニクル〜絆の新大陸〜（ミルク売りチチカ）
- 桃色大戦ぱいろん（宮前加奈、シャルロット・レイ）
- ワールドチェイン（お夏の方）

2017年
- 青空アンダーガールズ!（乙葉くるみ）
- かんぱに☆ガールズ（エリィ・ヘルダーリン、アストリッド・リンネ）
- Re:ステージ! プリズムステップ（2017年 - 2020年、南風野朱莉、陽夏木ミカン）

2018年
- 天華百剣 -斬-（獅子王）
- ラスト・エリュシオン（ヒルダ）
- 天涯ニ舞ウ、粋ナ花（弥島きく子）
- アズールレーン（ジュピター、ワスプ）
- ルナクロニクルR（メリッサ、ライラ）
- P.E.T.S.アカデミア（秋田絵見）
- アークザラッド R（シャンテ）
- プレカトゥスの天秤（フェレス・ブラン）
- キングスレイド（ロディナ）

2019年
- Q&Qアンサーズ（十二生肖〈猫〉、十二生肖〈子〉）
- 幻獣契約クリプトラクト（クーベル、テオルカ、ゲルカ＝ラル）
- きららファンタジア（2019年 - 2021年、陽夏木ミカン、木ノ幡みら）

2020年
- アッシュアームズ-灰燼戦線-（2020年 - 2024年、チャーチルMK.II、ウェリントンMk.I）
- マギアレコード 魔法少女まどか☆マギカ外伝（2020年 - 2022年、安積はぐむ）
- メリーガーランド（デルローブ、ガシャ、エセルリア）
- ブレイブソード×ブレイズソウル（エクセルシヌス＝メアリー）
- ラストピリオド -終わりなき螺旋の物語-（エメラルド）
- ステラクロニクル（望海ユユ、アルファ・ドーク）
- けものフレンズ3 プラネットツアーズ（G・ロードランナー）
- OCTOPATH TRAVELER 大陸の覇者（イリス、ナンナ、カナリィ

2021年
- ウマ娘 プリティーダービー（2021年 - 2022年、オグリキャップ）
- ひめがみ神楽（太公望ちゃん）
- タイムディフェンダーズ（アンジェラ）
- リネージュ2M（ロティ）
- BLUE REFLECTION TIE/帝（靭こころ）
- モンスターストライク（2021年 - 2025年、アメノトリフネ、フーコー、モールス〈ファン〉）
- フェアリースフィア（曼珠沙華、トナカイ、イチハツ）

2022年
- ユグドラ・レゾナンス（ノーラ）
- アビス:リバースファントム（ガシャ）
- 共闘ことばRPG コトダマン（ヴェルトー、ハクジイン、コレークト）
- 燐光のレムリア 星空の絆（シエナ、シャナ）
- メイプルストーリー（デュアルブレイド〈女〉）
- アラド戦記（マイスター・ジェンヌ、GB-3エネギー）
- ウィクロスマルチバース（マキナ）
- Echocalypse -緋紅の神約-（静）

2023年
- ファイアーエムブレム エンゲージ（ラピス）
- OCTOPATH TRAVELER II（パーラ）
- ストリートファイター6（キナ）
- ファイアーエムブレム ヒーローズ（2023年 - 2025年、ラピス）
- イースX -NORDICS-（ヨルズ）
- ユグドラリバース（ノーラ）
- グランブルーファンタジー（ミリー）

2024年
- キュービックスターズ（フーコー）
- Library of Ruina（テンマ）
- エバーソウル（ニコル）
- アウタープレーン（フェータル）
- リルヤとナツカの純白な嘘（リルヤ・メリ）
- ウマ娘 プリティーダービー 熱血ハチャメチャ大感謝祭!（オグリキャップ）
- カバラの伝説（ダリア）
- ゴーヘルゴー つきおとしてこ（一ノ瀬）
- ホーリーアンデッド 〜非モテでぼっちの死霊術士が、聖女に転生してお友達を増やします〜（アレクセイ・アルベルト、ブルーメガルテン妃アンナメアリ、マナ）

2025年
- 東方幻想エクリプス（風見幽香）
- シャインポスト Be Your アイドル!（氷海菜花）
- ちゃんごくし！結魂しよう（許褚）
- ぎるぐる（三津真央）
- Tower of Fantasy（幻塔）（アストール）
- 空の軌跡 the 1st（エステル・ブライト）

### ドラマCD
- 月刊少女野崎くん（2014年）[3]
- ウマ娘 プリティーダービー STARTING GATE 02（2017年、オグリキャップ）
- 恋愛不行き届き（2018年、女性社員2[113]）
- 男やもめも花は咲く（2019年、咲子[114]）
- Cheer球部! 1st Battle CD（2021年、城崎ユリア[115]）
- お願い、そんなに噛まないで 番外編（2024年、女子大学生[116]）

### デジタルコミック
- ウマ娘 シンデレラグレイ（2021年、オグリキャップ[117]）
- 【朗報】俺の許嫁になった地味子、家では可愛いしかない。（2021年、二原桃乃[118]）
- ご注文はうさぎですか?10周年記念ボイスコミック（2021年、同級生[119]）
- 安全運転指導少女たちの日常（2023年、富士サクラ[120]）
  - Hagoromo 6（2024年、富士サクラ[121]）
- 火の神さまの掃除人ですが、いつの間にか花嫁として溺愛されています（2023年、小夜の母親、赤鳥、猩々たち[122]）
- 墜落JKと廃人教師（2023年、たい焼き屋 店員[123]）
- 灰被り姫は結婚した、なお王子は（2024年）[124]

### 吹き替え
- プリーチャー
- コンクリート・ユートピア（2024年、ヘウォン〈パク・ジフ〉[125][126]）
- ザ・ボーイズ シーズン4（2024年、ファイアクラッカー〈ヴァロリー・カリー〉）

### ラジオ
※はインターネット配信。
- 「恋する小惑星」★みらとあおの KiRA KiRADIO◆（2020年、音泉※）[127]
- 高柳知葉の推し事ラジオ（2020年、JFN PARK※）[128]
- 上田瞳と高柳知葉のふたラジ!!（2021年、超!A&G+※）[129]
- 上田瞳と高柳知葉のしゃべりたりnight（2021年 - 2022年、超!A&G+※）[130]
- メタメタあきばーす!（2022年1月2日 - 3月27日、FM FUJI）
- フロッッッグ（2022年、FM FUJI）[131]
- 高柳知葉と香里有佐の”わちゃちゃらじお”（2023年3月2日 - 、ニコニコチャンネル※）[132]

### テレビ番組
※はインターネット配信。
- アテコ声龍門（2015年、TOKYO MX）[3]
- Google Play presents 最強エンターテイナーGAME LIVE 「今」一番、 楽しいやつは誰だ！？（2016年、テレビ東京） - ナレーション[3][133]
- 麻雀最強戦2016（2016年、ニコニコ生放送※[134]） - アシスタント[5]
- チップアンドダイスチャンネル（2018年 - 2020年、YouTube※）[14]
- アニソン!プレミアム!（2019年 - 2021年、NHK BSプレミアム） - アシスタント[135]
- 高柳知葉のトモすれば…!?（2021年 - 、YouTube※）[136]
- 川崎競馬スパーキングトークLIVE（2022年 - 不定期出演（原則、重賞開催日を除く川崎競馬開催週2～4日目のいずれか）、YouTube※）

### 朗読劇
- 朗読劇「星降る街」（2023年7月8日、大手町三井ホール） - 真央 役[137][138]
- 朗読劇 KIRAKIRA VOICE LAND VOL.93 MORGUE×CHRONICLE LXIV 「Rapunzel 終わらない螺旋の先へと」（2024年9月14・15日、シアターウィング） - アンゼリカ（14日）、メラース（15日） 役[139]
- eeo Stage 劇団近藤 第4回公演（2025年2月9日、浅草雷5656会館）[140]
- 朗読劇 KIRAKIRA VOICE LAND VOL.101 MORGUE×CHRONICLE LXX 「Crescent 絡めとられた指先の向こう」（2025年3月1・2日、シアターウィング） - ユリイカ（1日）、アンゼリカ（2日） 役[141]
- Gakken『5分後に意外な結末』 The Stage vol.2（2025年3月7・8日、横浜ランドマークホール）[142]
- 朗読劇 KIRAKIRA VOICE LAND VOL.107 MORGUE×CHRONICLE LXXVI 「L'Oiseau Bleu 願い事は泡沫に閉じ込めて」（2025年6月7・8日、シアターウィング） - クロエ（7日）、ミーティア（8日） 役[143]
- 岩井秀人（WARE）プロデュース「いきなり本読み！Voices」（2025年8月7日〈予定〉、草月ホール）[144]

### その他
- らしんばんラジオ 月替わりパーソナリティ（2021年7月）[145]
- ASMR あまみみ 〜白銀〜（2021年、白銀[146][147]）
- ASMR 寅丸星のヒミツのおしかけボイス（2022年、寅丸星[148]）
- ユピテル レーザー&レーダー探知機「Sakura01」（2022年、富士サクラ[149]）
- 天使のつぶやきぼいす〜TOMO〜（2022年、TOMO[150]）
- VR朗読劇「百合に挟まれてる女って、罪ですか？」（2023年、久利山火凛[151]）
- ウイッチズ・エルミタージュ 雷電の魔女のビリビリスパークヒーリング（2023年、ヘレナ[152]）
- オーディオブック『ホーリーアンデッド1 〜非モテでぼっちの死霊術士が、聖女に転生してお友達を増やします〜』（2023年、アレクセイ[153]）
- 名古屋鉄道×ウマ娘 シンデレラグレイ「東海プロジェクト」 ラッピング電車内アナウンス・名鉄岐阜駅、名鉄名古屋駅構内アナウンス（2025年4月13日 - 6月30日、オグリキャップ[154][155]）

## ディスコグラフィ

### キャラクターソング
| 発売日   | 商品名                                                                                         | 歌 | 楽曲                                                                              | 備考                                                                     |
| 2017年   | 2017年                                                                                         | 2017年 | 2017年                                                                            | 2017年                                                                   |
| -------- | ---------------------------------------------------------------------------------------------- | --- | --------------------------------------------------------------------------------- | ------------------------------------------------------------------------ |
| 1月11日  | ウマ娘 プリティーダービー STARTING GATE 02                                                     | オグリキャップ（高柳知葉） | 「unbreakable」                                                                   | ゲーム『ウマ娘 プリティーダービー』関連曲                                |
| 1月11日  | ウマ娘 プリティーダービー STARTING GATE 02                                                     | マルゼンスキー（Lynn）、フジキセキ （松井恵理子）、オグリキャップ（高柳知葉） | 「UNLIMITED IMPACT」 「うまぴょい伝説」                                           | ゲーム『ウマ娘 プリティーダービー』関連曲                                |
| 9月10日  | Fearless Girl                                                                                  | テトラルキア | 「Fearless Girl」 「Shine on Me!!」                                               | 『Re:ステージ！』関連曲                                                  |
| 2018年   |                                                                                                | |                                                                                   |                                                                          |
| 2月21日  | Raise Your Fist                                                                                | テトラルキア | 「カナリア」 「Stay Together」 「境界線」                                         | 『Re:ステージ！』関連曲                                                  |
| 7月25日  | ウマ娘 プリティーダービー ANIMATION DERBY 03 Special Record!/Find My Only Way                  | スペシャルウィーク（和氣あず未）、サイレンススズカ（高野麻里佳）、トウカイテイオー（Machico）、ウオッカ（大橋彩香）、ダイワスカーレット（木村千咲）、ゴールドシップ（上田瞳）、メジロマックイーン（大西沙織）、エルコンドルパサー（高橋未奈美）、グラスワンダー（前田玲奈）、シンボリルドルフ（田所あずさ）、エアグルーヴ（青木瑠璃子）、ヒシアマゾン（巽悠衣子）、フジキセキ（松井恵理子）、マルゼンスキー（Lynn）、テイエムオペラオー（徳井青空）、ビワハヤヒデ（近藤唯）、ナリタブライアン（相坂優歌）、オグリキャップ（高柳知葉） | 「Special Record!」                                                               | テレビアニメ『ウマ娘 プリティーダービー』挿入歌                          |
| 7月25日  | ウマ娘 プリティーダービー ANIMATION DERBY 03 Special Record!/Find My Only Way                  | スペシャルウィーク（和氣あず未）、サイレンススズカ（高野麻里佳）、トウカイテイオー（Machico）、ウオッカ（大橋彩香）、ダイワスカーレット（木村千咲）、ゴールドシップ（上田瞳）、メジロマックイーン（大西沙織）、エルコンドルパサー（高橋未奈美）、グラスワンダー（前田玲奈）、セイウンスカイ（鬼頭明里）、キングヘイロー（佐伯伊織）、ハルウララ（首藤志奈）、シンボリルドルフ（田所あずさ）、タイキシャトル（大坪由佳）、エアグルーヴ（青木瑠璃子）、ヒシアマゾン（巽悠衣子）、フジキセキ（松井恵理子）、マルゼンスキー（Lynn）、テイエムオペラオー（徳井青空）、ビワハヤヒデ（近藤唯）、ナリタブライアン（相坂優歌）、オグリキャップ（高柳知葉）、スーパークリーク（優木かな）、タマモクロス（大空直美）、イナリワン（井上遥乃）、ウイニングチケット（渡部優衣）、メジロライアン（土師亜文）、メジロドーベル（久保田ひかり）、ナイスネイチャ（前田佳織里）、エイシンフラッシュ（藤野彩水）、マチカネフクキタル（新田ひより）、メイショウドトウ（和多田美咲） | 「うまぴょい伝説」                                                                | テレビアニメ『ウマ娘 プリティーダービー』エンディングテーマ              |
| 8月29日  | STAR☆TING!                                                                                     | 青空アンダーガールズ | 「STAR☆TING!」 「オレンジ」                                                       | ゲーム『青空アンダーガールズ！』関連曲                                   |
| 8月29日  | STAR☆TING!                                                                                     | 銀河歌劇団 | 「放課後くるーずっ!」 「☆しゃるむてのわーる☆」 「DF3〜遥かなる旅〜」              | ゲーム『青空アンダーガールズ！』関連曲                                   |
| 10月10日 | ウマ娘 プリティーダービー ANIMATION DERBY 07                                                   | エルコンドルパサー（高橋未奈美）、オグリキャップ（高柳知葉）、グラスワンダー（前田玲奈）、テイエムオペラオー（徳井青空）、セイウンスカイ（鬼頭明里）、ハルウララ（首藤志奈）、タイキシャトル（大坪由佳） | 「Special Record!」                                                               | テレビアニメ『ウマ娘 プリティーダービー』関連曲                          |
| 11月21日 | Heroic Spark                                                                                   | テトラルキア | 「Heroic Spark」 「Seventeen Feels」                                              | 『Re:ステージ！』関連曲                                                  |
| 2019年   |                                                                                                | |                                                                                   |                                                                          |
| 4月17日  | 百華繚乱                                                                                       | 和泉守兼定（高井舞香）、獅子王（高柳知葉）、太郎坊兼光（原田彩楓） | 「くくくXmas剣奏曲」                                                              | ゲーム『天華百剣 -斬-』関連曲                                            |
| 8月7日   | 町かどタンジェント/よいまちカンターレ                                                          | コーロまちカド | 「よいまちカンターレ」                                                            | テレビアニメ『まちカドまぞく』エンディングテーマ                         |
| 11月6日  | Be the CHANGE.                                                                                 | テトラルキア | 「Ambitious Pieces」                                                              | テレビアニメ『Re:ステージ！ ドリームデイズ♪』関連曲                      |
| 11月6日  | Be the CHANGE.                                                                                 | 南風野朱莉（高柳知葉） | 「T.A.I.YOU」                                                                     | テレビアニメ『Re:ステージ！ ドリームデイズ♪』関連曲                      |
| 2020年   |                                                                                                | |                                                                                   |                                                                          |
| 3月25日  | 恋する小惑星 サウンドコレクション                                                              | 木ノ幡みら（高柳知葉） | 「あの星の向こうに」                                                              | テレビアニメ『恋する小惑星』エンディングテーマ                           |
| 12月16日 | Chain of Dream                                                                                 | テトラルキア | 「Pins&Needles」                                                                  | 『Re:ステージ！』関連曲                                                  |
| 2021年   |                                                                                                | |                                                                                   |                                                                          |
| 3月17日  | Re:STAGE! THE BEST                                                                             | Re:STAGE! ALL IDOL | 「私たち、四季を遊ぶんです!!」                                                    | 『Re:ステージ！』関連曲                                                  |
| 3月17日  | ウマ娘 プリティーダービー WINNING LIVE 01                                                      | スペシャルウィーク（和氣あず未）、サイレンススズカ（高野麻里佳）、トウカイテイオー（Machico）、マルゼンスキー（Lynn）、オグリキャップ（高柳知葉）、ゴールドシップ（上田瞳）、ウオッカ（大橋彩香）、ダイワスカーレット（木村千咲）、タイキシャトル（大坪由佳）、グラスワンダー（前田玲奈）、メジロマックイーン（大西沙織）、エルコンドルパサー（髙橋ミナミ）、シンボリルドルフ（田所あずさ）、エアグルーヴ（青木瑠璃子）、マヤノトップガン（星谷美緒）、メジロライアン（土師亜文）、ライスシャワー（石見舞菜香）、アグネスタキオン（上坂すみれ）、ウイニングチケット（渡部優衣）、サクラバクシンオー（三澤紗千香）、スーパークリーク（優木かな）、ハルウララ（首藤志奈）、マチカネフクキタル（新田ひより）、ナイスネイチャ（前田佳織里）、キングヘイロー（佐伯伊織） | 「GIRLS' LEGEND U」                                                               | ゲーム『ウマ娘 プリティーダービー』オープニングテーマ                    |
| 3月17日  | ウマ娘 プリティーダービー WINNING LIVE 01                                                      | スペシャルウィーク（和氣あず未）、サイレンススズカ（高野麻里佳）、トウカイテイオー（Machico）、マルゼンスキー（Lynn）、オグリキャップ（高柳知葉）、ゴールドシップ（上田瞳）、ウオッカ（大橋彩香）、ダイワスカーレット（木村千咲）、タイキシャトル（大坪由佳）、グラスワンダー（前田玲奈）、メジロマックイーン（大西沙織）、エルコンドルパサー（髙橋ミナミ）、シンボリルドルフ（田所あずさ）、エアグルーヴ（青木瑠璃子）、マヤノトップガン（星谷美緒）、メジロライアン（土師亜文）、ライスシャワー（石見舞菜香）、アグネスタキオン（上坂すみれ）、ウイニングチケット（渡部優衣）、サクラバクシンオー（三澤紗千香）、スーパークリーク（優木かな）、ハルウララ（首藤志奈）、マチカネフクキタル（新田ひより）、ナイスネイチャ（前田佳織里）、キングヘイロー（佐伯伊織） | 「うまぴょい伝説」                                                                | ゲーム『ウマ娘 プリティーダービー』関連曲                                |
| 3月17日  | ウマ娘 プリティーダービー WINNING LIVE 01                                                      | オグリキャップ（高柳知葉）、ウオッカ（大橋彩香）、タイキシャトル（大坪由佳）、エルコンドルパサー（髙橋ミナミ）、サクラバクシンオー（三澤紗千香）、ビコーペガサス（田中あいみ）、ナイスネイチャ（前田佳織里）、キングヘイロー（佐伯伊織） | 「本能スピード」                                                                  | ゲーム『ウマ娘 プリティーダービー』関連曲                                |
| 7月31日  | WIXOSS DIVA(A)LIVE BD第2巻特典CD                                                               | デウス・エクス・マキナ | 「TRIGGER OF VICTORY」                                                            | テレビアニメ『WIXOSS DIVA(A)LIVE』エンディングテーマ                     |
| 8月25日  | 「マギアレコード魔法少女まどか☆マギカ外伝」Music Collection 2                                  | ネオマギウス | 「イデオロギー」                                                                  | ゲーム『マギアレコード 魔法少女まどか☆マギカ外伝』関連曲                 |
| 8月28日  | 3rd EVENT WINNING DREAM STAGE Solo Vocal Tracks Vol.1                                          | オグリキャップ（高柳知葉） | 「本能スピード（Game Size）」                                                     | ゲーム『ウマ娘 プリティーダービー』関連曲                                |
| 9月29日  | Power of Voice/輝きはここにある                                                                | Fancy♡Pansy | 「輝きはここにある」                                                              | 『Cheer球部！』関連曲                                                    |
| 12月22日 | Cheer球部！ユニットミニアルバム                                                                | Fancy♡Pansy | 「夢色のミザンセーヌ」                                                            | 『Cheer球部！』関連曲                                                    |
| 2022年   |                                                                                                | |                                                                                   |                                                                          |
| 2月22日  | ウマ娘 プリティーダービー Solo Vocal Tracks Vol.3 -4th EVENT SPECIAL DREAMERS!!-               | オグリキャップ（高柳知葉） | 「Never Looking Back（Game Size）」                                               | ゲーム『ウマ娘 プリティーダービー』関連曲                                |
| 3月16日  | ウマ娘 プリティーダービー WINNING LIVE 04                                                      | オグリキャップ（高柳知葉）、スーパークリーク（優木かな）、サクラチヨノオー（野口瑠璃子）、メジロアルダン（会沢紗弥）、ヤエノムテキ（日原あゆみ） | 「winning the soul」                                                              | ゲーム『ウマ娘 プリティーダービー』関連曲                                |
| 3月16日  | ウマ娘 プリティーダービー WINNING LIVE 04                                                      | マルゼンスキー（Lynn）、オグリキャップ（高柳知葉）、メジロマックイーン（大西沙織）、ナリタブライアン（衣川里佳）、シンボリルドルフ（田所あずさ）、タマモクロス（大空直美）、マンハッタンカフェ（小倉唯）、エイシンフラッシュ（藤野彩水）、スーパークリーク（優木かな）、ナイスネイチャ（前田佳織里）、マチカネタンホイザ（遠野ひかる）、イクノディクタス（田澤茉純）、ツインターボ（花井美春）、サトノダイヤモンド（立花日菜）、キタサンブラック（矢野妃菜喜）、サクラチヨノオー（野口瑠璃子）、メジロアルダン（会沢紗弥）、ヤエノムテキ（日原あゆみ） | 「うまぴょい伝説」                                                                | ゲーム『ウマ娘 プリティーダービー』関連曲                                |
| 4月20日  | 宵加減テトラゴン/ときめきランデヴー                                                            | コーロまちカド | 「宵加減テトラゴン」                                                              | テレビアニメ『まちカドまぞく 2丁目』エンディングテーマ                   |
| 4月27日  | ウマ娘 プリティーダービー WINNING LIVE 05                                                      | スペシャルウィーク（和氣あず未）、サイレンススズカ（高野麻里佳）、トウカイテイオー（Machico）、オグリキャップ（高柳知葉）、ゴールドシップ（上田瞳）、メジロマックイーン（大西沙織）、テイエムオペラオー（徳井青空）、ナリタブライアン（衣川里佳）、シンボリルドルフ（田所あずさ）、タマモクロス（大空直美）、メジロライアン（土師亜文）、アドマイヤベガ（咲々木瞳）、サクラバクシンオー（三澤紗千香）、ミスターシービー（天海由梨奈）、メジロドーベル（久保田ひかり）、マチカネタンホイザ（遠野ひかる）、サトノダイヤモンド（立花日菜）、キタサンブラック（矢野妃菜喜）、サクラチヨノオー（野口瑠璃子）、メジロアルダン（会沢紗弥）、ヤエノムテキ（日原あゆみ）、ナリタトップロード（中村カンナ） | 「We are DREAMERS!!」                                                             | ゲーム『ウマ娘 プリティーダービー』関連曲                                |
| 4月27日  | ウマ娘 プリティーダービー WINNING LIVE 05                                                      | スペシャルウィーク（和氣あず未）、サイレンススズカ（高野麻里佳）、トウカイテイオー（Machico）、オグリキャップ（高柳知葉）、ゴールドシップ（上田瞳）、メジロマックイーン（大西沙織）、テイエムオペラオー（徳井青空）、ナリタブライアン（衣川里佳）、シンボリルドルフ（田所あずさ）、アグネスデジタル（鈴木みのり）、タマモクロス（大空直美）、マヤノトップガン（星谷美緒）、メジロライアン（土師亜文）、アドマイヤベガ（咲々木瞳）、サクラバクシンオー（三澤紗千香）、スマートファルコン（大和田仁美）、ニシノフラワー（河井晴菜）、ハルウララ（首藤志奈）、マーベラスサンデー（三宅麻理恵）、ミスターシービー（天海由梨奈）、メジロドーベル（久保田ひかり）、ナイスネイチャ（前田佳織里）、マチカネタンホイザ（遠野ひかる）、ツインターボ（花井美春）、サトノダイヤモンド（立花日菜）、キタサンブラック（矢野妃菜喜）、サクラチヨノオー（野口瑠璃子）、メジロアルダン（会沢紗弥）、ヤエノムテキ（日原あゆみ）、ナリタトップロード（中村カンナ） | 「うまぴょい伝説」                                                                | ゲーム『ウマ娘 プリティーダービー』関連曲                                |
| 5月25日  | ユニゾンモノローグ                                                                             | テトラルキア | 「ユニゾンモノローグ」                                                            | 『Re:ステージ！』関連曲                                                  |
| 9月19日  | Misty＝Missing You                                                                             | HY:RAIN | 「Misty＝Missing You」                                                            | 『シャインポスト』関連曲                                                 |
| 10月4日  | ウマ娘 プリティーダービー Solo Vocal Tracks Vol.5 －4th EVENT SPECIAL DREAMERS!! EXTRA STAGE－ | オグリキャップ（高柳知葉） | 「We are DREAMERS!!（Game Size）」                                                | ゲーム『ウマ娘 プリティーダービー』関連曲                                |
| 10月26日 | SHINEPOST Character Song Collection                                                            | HY:RAIN | 「GYB!!」                                                                         | テレビアニメ『シャインポスト』挿入歌                                     |
| 11月5日  | ウマ娘 プリティーダービー Solo Vocal Tracks Vol.5 －4th EVENT SPECIAL DREAMERS!! EXTRA STAGE－ | オグリキャップ（高柳知葉） | 「We are DREAMERS!!（Game Size）」                                                | ゲーム『ウマ娘 プリティーダービー』関連曲                                |
| 12月28日 | ウマ娘 プリティーダービー WINNING LIVE 09                                                      | オグリキャップ（高柳知葉）、イナリワン（井上遥乃）、スマートファルコン（大和田仁美）、コパノリッキー（稲垣好）、ホッコータルマエ（菊池紗矢香）、ワンダーアキュート（須藤叶希） | 「KIRARI MAGIC SHOW」                                                             | ゲーム『ウマ娘 プリティーダービー』関連曲                                |
| 12月28日 | ウマ娘 プリティーダービー WINNING LIVE 09                                                      | トウカイテイオー（Machico）、オグリキャップ（高柳知葉）、ウオッカ（大橋彩香）、タイキシャトル（大坪由佳）、エルコンドルパサー（髙橋ミナミ）、テイエムオペラオー（徳井青空）、ナリタブライアン（衣川里佳）、エアグルーヴ（青木瑠璃子）、タマモクロス（大空直美）、ビワハヤヒデ（近藤唯）、マヤノトップガン（星谷美緒）、ミホノブルボン（長谷川育美）、イナリワン（井上遥乃）、キタサンブラック（矢野妃菜喜） | 「Ms. VICTORIA」                                                                  | ゲーム『ウマ娘 プリティーダービー』関連曲                                |
| 12月28日 | ウマ娘 プリティーダービー WINNING LIVE 09                                                      | トウカイテイオー（Machico）、オグリキャップ（高柳知葉）、ウオッカ（大橋彩香）、タイキシャトル（大坪由佳）、エルコンドルパサー（髙橋ミナミ）、テイエムオペラオー（徳井青空）、ナリタブライアン（衣川里佳）、エアグルーヴ（青木瑠璃子）、タマモクロス（大空直美）、ビワハヤヒデ（近藤唯）、マヤノトップガン（星谷美緒）、ミホノブルボン（長谷川育美）、イナリワン（井上遥乃）、スマートファルコン（大和田仁美）、キタサンブラック（矢野妃菜喜）、コパノリッキー（稲垣好）、ホッコータルマエ（菊池紗矢香）、ワンダーアキュート（須藤叶希） | 「うまぴょい伝説」                                                                |                                                                          |
| 2023年   |                                                                                                | |                                                                                   |                                                                          |
| 3月29日  | アニメ『うまゆる』アルバム                                                                     | スペシャルウィーク（和氣あず未）、オグリキャップ（高柳知葉）、ファインモーション（橋本ちなみ）、エアシャカール（津田美波）、マチカネタンホイザ（遠野ひかる） | 「永遠の色彩」                                                                    | Webアニメ『うまゆる』エンディングテーマ                                  |
| 3月29日  | アニメ『うまゆる』アルバム                                                                     | スペシャルウィーク（和氣あず未）、サイレンススズカ（高野麻里佳）、トウカイテイオー（Machico）、マルゼンスキー（Lynn）、オグリキャップ（高柳知葉）、ゴールドシップ（上田瞳）、ウオッカ（大橋彩香）、ダイワスカーレット（木村千咲）、グラスワンダー（前田玲奈）、メジロマックイーン（大西沙織）、エルコンドルパサー（髙橋ミナミ）、テイエムオペラオー（徳井青空）、シンボリルドルフ（田所あずさ）、エアグルーヴ（青木瑠璃子）、アグネスデジタル（鈴木みのり）、セイウンスカイ（鬼頭明里）、ファインモーション（橋本ちなみ）、マヤノトップガン（星谷美緒）、ユキノビジン（山本希望）、アグネスタキオン（上坂すみれ）、イナリワン（井上遥乃）、ウイニングチケット（渡部優衣）、エアシャカール（津田美波）、トーセンジョーダン（鈴木絵理）、ナカヤマフェスタ（下地紫野）、ナリタタイシン（渡部恵子）、ハルウララ（首藤志奈）、マチカネフクキタル（新田ひより）、メイショウドトウ（和多田美咲）、キングヘイロー（佐伯伊織）、マチカネタンホイザ（遠野ひかる）、ダイタクヘリオス（山根綺）、ツインターボ（花井美春）、シリウスシンボリ（ファイルーズあい）、ツルマルツヨシ（青山吉能）、シンボリクリスエス（春川芽生）、タニノギムレット（松岡美里）、ハッピーミーク（吉咲みゆ） | 「うまぴょい伝説（Game Size）」                                                   | Webアニメ『うまゆる』エンディングテーマ                                  |
| 3月29日  | Rain of BulletsXX                                                                              | HY:RAIN | 「Rain of BulletsXX」                                                             | 『シャインポスト』関連曲                                                 |
| 5月10日  | アニメ『ウマ娘 プリティーダービー ROAD TO THE TOP』アルバム                                    | ナリタトップロード（中村カンナ）、アドマイヤベガ（咲々木瞳）、テイエムオペラオー（徳井青空）、メイショウドトウ（和多田美咲）、カレンチャン（篠原侑）、ハルウララ（首藤志奈）、ライスシャワー（石見舞菜香）、オグリキャップ（高柳知葉） | 「うまぴょい伝説（Anime Size）」                                                  | Webアニメ『ウマ娘 プリティーダービー ROAD TO THE TOP』エンディングテーマ |
| 2024年   |                                                                                                | |                                                                                   |                                                                          |
| 3月6日   | ウマ娘 プリティーダービー WINNING LIVE 16                                                      | スペシャルウィーク（和氣あず未）、オグリキャップ（高柳知葉）、ゴールドシップ（上田瞳）、ナリタブライアン（衣川里佳）、タマモクロス（大空直美）、マンハッタンカフェ（小倉唯）、アグネスタキオン（上坂すみれ）、サトノダイヤモンド（立花日菜）、キタサンブラック（矢野妃菜喜）、サクラローレル（真野美月）、ヴィルシーナ（奥野香耶）、ジャングルポケット（藤本侑里）、ドゥラメンテ（秋奈）、ラインクラフト（小島菜々恵）、シーザリオ（佐藤榛夏)、オルフェーヴル（日笠陽子）、ジェンティルドンナ（芹澤優）、ウインバリアシオン（月城日花） | 「U.M.A. NEW WORLD!!」                                                            | ゲーム『ウマ娘 プリティーダービー』関連曲                                |
| 3月6日   | ウマ娘 プリティーダービー WINNING LIVE 16                                                      | スペシャルウィーク（和氣あず未）、オグリキャップ（高柳知葉）、ゴールドシップ（上田瞳）、ナリタブライアン（衣川里佳）、タマモクロス（大空直美）、マンハッタンカフェ（小倉唯）、アグネスタキオン（上坂すみれ）、サトノダイヤモンド（立花日菜）、キタサンブラック（矢野妃菜喜）、サクラローレル（真野美月）、サトノクラウン（鈴代紗弓）、シュヴァルグラン（夏吉ゆうこ）、ヴィルシーナ（奥野香耶）、ジャングルポケット（藤本侑里）、ドゥラメンテ（秋奈）、ラインクラフト（小島菜々恵）、シーザリオ（佐藤榛夏）、オルフェーヴル（日笠陽子）、ジェンティルドンナ（芹澤優）、ウインバリアシオン（月城日花） | 「うまぴょい伝説」                                                                | ゲーム『ウマ娘 プリティーダービー』関連曲                                |
| 4月1日   | 「Re:ステージ！プリズムステップ」コンセプトアルバム Refrain                                    | テトラルキア | 「M.L.V.G」                                                                       | 『Re:ステージ！』関連曲                                                  |
| 4月1日   | 「Re:ステージ！プリズムステップ」コンセプトアルバム Refrain                                    | 坂東美久龍（山田奈都美）、南風野朱莉（高柳知葉） | 「To Die For」                                                                    | 『Re:ステージ！』関連曲                                                  |
| 5月24日  | 劇場版『ウマ娘 プリティーダービー 新時代の扉』オリジナル・サウンドトラック                     | ジャングルポケット（藤本侑里）、アグネスタキオン（上坂すみれ）、マンハッタンカフェ（小倉唯）、ダンツフレーム（福嶋晴菜）、フジキセキ（松井恵理子）、テイエムオペラオー（徳井青空）、ナリタトップロード（中村カンナ）、メイショウドトウ（和多田美咲）、アドマイヤベガ（咲々木瞳）、オグリキャップ（高柳知葉）、ダイワスカーレット（木村千咲）、アグネスデジタル（鈴木みのり）、ユキノビジン（山本希望）、ライスシャワー（石見舞菜香）、エアシャカール（津田美波）、カレンチャン（篠原侑）、ゴールドシチー（香坂さき）、トーセンジョーダン（鈴木絵理）、ハルウララ（首藤志奈）、キングヘイロー（佐伯伊織）、ヒシミラクル（春日さくら） | 「うまぴょい伝説」                                                                | 劇場アニメ『ウマ娘 プリティーダービー 新時代の扉』エンディングテーマ     |
| 8月31日  | ウマ娘 プリティーダービー Solo Vocal Tracks Vol.10 Twinkle Circle! in HAKODATE                 | オグリキャップ（高柳知葉） | 「トレセン音頭（Game Size）」                                                     | ゲーム『ウマ娘 プリティーダービー』関連曲                                |
| 10月31日 | 「Re:ステージ！プリズムステップ」コンセプトミニアルバム Rewind                                 | テトラルキア | 「Rock Out!!」                                                                    | 『Re:ステージ！』関連曲                                                  |
| 2025年   |                                                                                                | |                                                                                   |                                                                          |
| 2月上旬  | 羽衣6 1stアルバム「GEISHO-UI no.1」                                                            | 羽衣6 | 「ドタバタミッション遂行中」 「イイトコどりの☆レボリューション」 「静かなコスモ」 | ユピテル オリジナルアニメキャラクター「羽衣6」関連曲                     |
| 2月上旬  | 羽衣6 1stアルバム「GEISHO-UI no.1」                                                            | 富士サクラ（高柳知葉） | 「至上的プライオリティ」 「Drivin' on」                                           | ユピテル オリジナルアニメキャラクター「羽衣6」関連曲                     |
| 4月4日   | Innocent Sky                                                                                   | HY:RAIN | 「Innocent Sky」                                                                  | ゲーム『シャインポスト Be Your アイドル!』関連曲                         |
| 4月9日   | ウマ娘 プリティーダービー WINNING LIVE 26                                                      | ウマ娘 | 「Legend-Changer」                                                                | ゲーム『ウマ娘 プリティーダービー』関連曲                                |
| 4月9日   | ウマ娘 プリティーダービー WINNING LIVE 26                                                      | ウマ娘 | 「うまぴょい伝説」                                                                | ゲーム『ウマ娘 プリティーダービー』関連曲                                |
| 5月2日   | Hello, My sunshine                                                                             | HY:RAIN | 「Hello, My sunshine」                                                            | ゲーム『シャインポスト Be Your アイドル!』関連曲                         |
| 5月21日  | テレビアニメ『ウマ娘 シンデレラグレイ』 第1クールエンディング主題歌 ∞                          | オグリキャップ（高柳知葉） | 「∞」                                                                             | テレビアニメ『ウマ娘 シンデレラグレイ』第1クールエンディングテーマ       |
| 5月21日  | テレビアニメ『ウマ娘 シンデレラグレイ』 第1クールエンディング主題歌 ∞                          | オグリキャップ（高柳知葉） | 「BRIGHTEST HEART」                                                               | テレビアニメ『ウマ娘 シンデレラグレイ』関連曲                            |
| 5月23日  | Light                                                                                          | HY:RAIN | 「Light」                                                                         | ゲーム『シャインポスト Be Your アイドル!』関連曲                         |
| 6月4日   | ウマ娘 プリティーダービー WINNING LIVE 27                                                      | オグリキャップ（高柳知葉）、ゴールドシップ（上田瞳）、メジロマックイーン（大西沙織）、セイウンスカイ（鬼頭明里）、タマモクロス（大空直美）、ビワハヤヒデ（近藤唯）、カレンチャン（篠原侑）、ヒシミラクル（春日さくら）、クロノジェネシス（真名瀬日和） | 「灰のmemoire」                                                                   | Webアニメ『うまゆる ぷりてぃ〜ぐれい』エンディングテーマ                 |
| 6月4日   | ウマ娘 プリティーダービー WINNING LIVE 27                                                      | ウマ娘 | 「うまぴょい伝説」                                                                | ゲーム『ウマ娘 プリティーダービー』関連曲                                |

## 書籍

### 雑誌連載
- 声優パラダイスR 「高柳知葉の是非“ともよ”ろしくお願いします!」[157]

### 写真集
- まわり道（株式会社シーサイド・コミュニケーションズ、2024年2月28日）[158]